# Le Soir d'Algérie
Pour les articles homonymes, voir Le Soir (homonymie).
Le Soir d'Algérie est un quotidien généraliste algérien en langue française.

## Historique
Fondé le 3 septembre 1990, Le Soir d'Algérie fut l'un des tout premiers quotidiens de la presse privée algérienne paraissant le soir. 
Les membres fondateurs du Soir d’Algérie sont, entre autres, Fouad Boughanem, Maâmar Farrah, Zoubir Soussi, Djamel Saifi et Mohamed Bedrina.
D'abord journal du soir, le quotidien finira par s'aligner sur ses concurrents en paraissant le matin à compter 6 octobre 2001.
Le Soir d'Algérie a payé un lourd tribut pendant la décennie noire. Un attentat terroriste le 11 février 1996 à Alger détruira le siège du journal et coûtera la vie à Allaoua Aït Mebarek, son rédacteur en chef, Mohamed Dhorban, son caricaturiste-chroniqueur, et Mohamed Derraza, chargé des pages de détente. Yasmina Drici, correctrice, sera également assassinée à Rouiba la même année.
Le 23 août 2003, Le Soir d'Algérie fait partie des six quotidiens algériens suspendus de parution. La raison invoquée est le non-paiement de dettes dues aux sociétés d'impression publique. En réaction à cette suspension, La Fédération internationale des journalistes (FIJ) parlera de décision politique. Le Soir d'Algérie reparaîtra le 2 septembre 2003.
Le journal est proche des partis politiques : PT (Parti des travailleurs, un parti d'obédience trotskiste) et RCD (Rassemblement pour la culture et la démocratie, un parti se déclarant ouvertement laïc).
Fouad Boughanem, membre fondateur, fut le gérant-directeur de la publication du journal de 1999 jusqu'à son décès, le 5 juin 2019,.

## Contenu et format
Le journal utilise le format tabloïd (41 cm x 29 cm environ). La phrase "Quotidien indépendant" est apposée en bas du titre du journal.
Le Soir d'Algérie est un quotidien généraliste qui traite aussi bien de politique que de loisirs, de sport, d'économie ou d'actualité internationale. Parmi les rubriques phares du journal, citons : 
- Periscoop, page quotidienne consacrée aux bruits de couloir, indiscrétions et informations brèves.
- Le Soir Numérique, page consacrée à l'informatique et aux nouvelles technologies.
- Le Coup de Bill'art du Soir, chronique culturelle de Kader Bakou.
- Le Magazine de la femme", page animée par Hayet Ben consacrée à la cuisine, conseils beauté, ...
- Soir Retraite, page hebdomadaire consacrée aux retraités et aux questions liées à la retraite.
- Pousse avec eux, la fameuse chronique irrévérencieuse de Hakim Laâlam qui se termine toujours par la phrase suivante : "Je fume du thé et je reste éveillé, le cauchemar continue."

## Tirage
Les derniers chiffres officiels remontent à l'année 2006. Le Soir d'Algérie affichait un tirage de 70 800 exemplaires selon le Ministère de la communication algérien. Ce chiffre le classe en 6e position des tirages de la presse quotidienne algérienne et en 4e position si l'on ne tient compte que des quotidiens francophones.
En juillet 2007, le quotidien arabophone El Khabar a publié un sondage réalisé par l'institut IMMAR. Ce sondage classe Le Soir d'Algérie en 3e position des quotidiens les plus lus de la région du centre de l'Algérie (qui englobe l'Algérois, la Kabylie et la Mitidja). Le Soir d'Algérie se classe 4e pour la région sud, 6e pour la région ouest et 7e pour l'est du pays.